# Carlos Bilardo

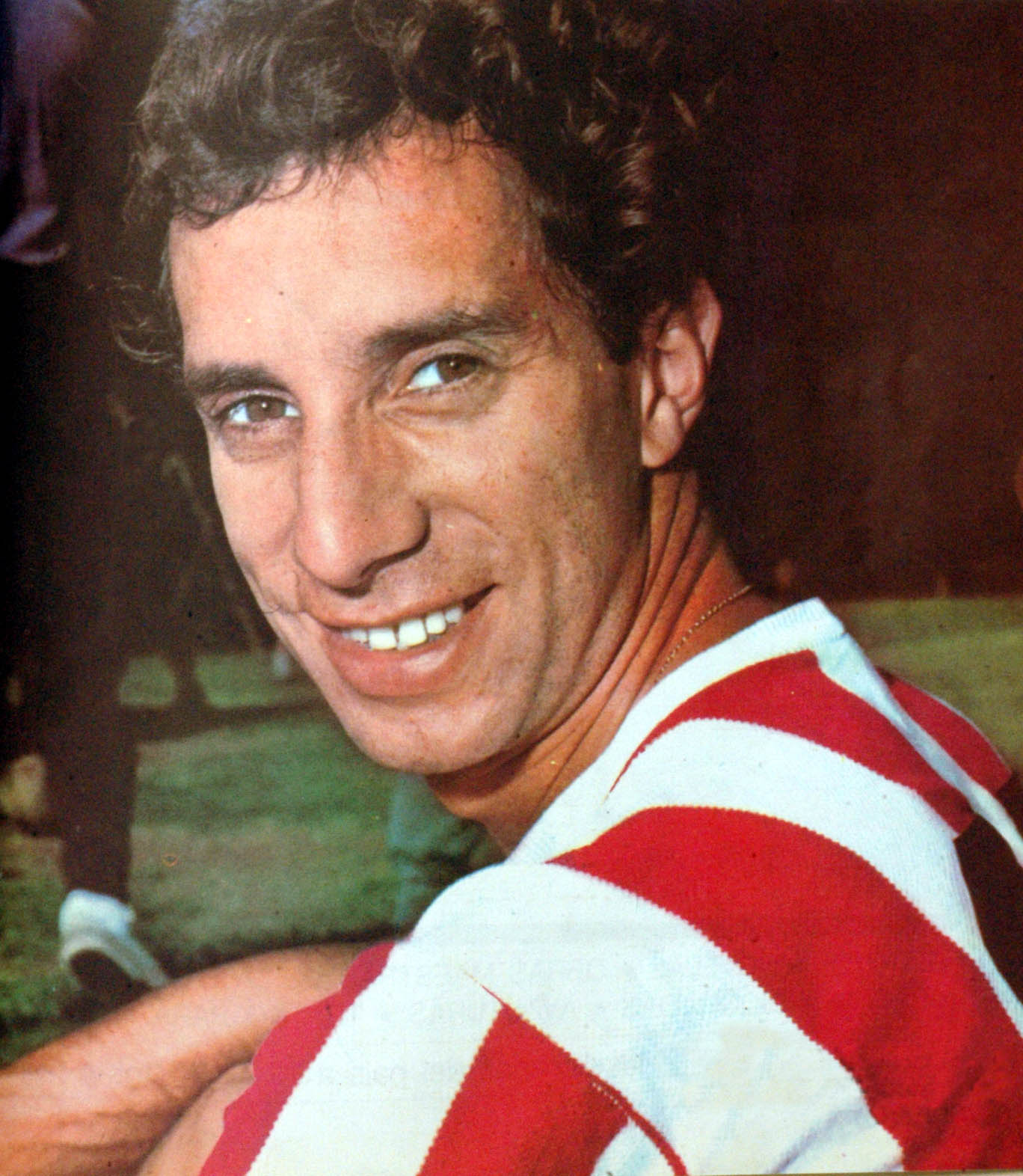
Bilardo, 1968.

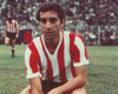
Bilardo i Estudiantes

Carlos Bilardo, född 16 mars 1939 i Buenos Aires, är en före detta argentinsk fotbollsspelare och fotbollstränare
Förbundskapten för Argentinas herrlandslag i fotboll som vann världsmästerskapet i fotboll 1986.